# Кубок світу з біатлону 2011—2012 — етап 5
П'ятий етап Кубка світу з біатлону 2011—12 проходив у Новому-Месті, Чехія, з 11 по 15 січня.

## Гонки
Розклад гонок наведено нижче
| Дата     | Час       | Гонка                                  |
| -------- | --------- | -------------------------------------- |
| 11 січня | 14:15 СЕТ | Жінки, індивідуальна гонка на 15 км    |
| 12 січня | 14:15 СЕТ | Чоловіки, індивідуальна гонка на 20 км |
| 13 січня | 14:30 СЕТ | Жінки, спринт 7,5 км                   |
| 14 січня | 13:45 СЕТ | Чоловіки, спринт 10 км                 |
| 15 січня | 12:45 СЕТ | Жінки, переслідування 10 км            |
| 15 січня | 14:30 СЕТ | Чоловіки, переслідування 12,5 км       |

## Чоловіки

### Індивідуальна гонка
Лідерство Маковєєва намагалися похитну кілька інших спортсмів, але всі вони допустили щонайменше один промах у переломний момент гонки, тим самим втративши можливість вплинути на її результат. Тар'єй Бо і Б'єрн Феррі були в числі тих, хто захопив лідерство на ранніх етапах, причому на першому вогневому рубежі Феррі закрив усі мішені, а Бо один раз промахнувся. Другий і третій вогневі рубежі вони пройшли безпомилково, і Бо скоротив своє відставання завдяки майстерному проходженню розбитою траси. На останньому вогневому рубежі Бо не закрив дві мішені, а Феррі - одну. Тим самим Феррі втратив своє лідерство, а Бо випав з боротьби за призові місця.
У той час як ця двійка з'ясовувала відносини, Свендсен, який заробив штрафну хвилину на першому ж вогневому рубежі, спокійно пробирався вперед завдяки чистій стрільбі на другому і третьому вогневих рубежах, що збільшувало його шанси на перемогу. Проте його надії на золото зникли, коли на останньому вогневому рубежі він не зумів закрити одну мішень.
Загалом Маковєєву вдалося те, про що мріяли всі 102 учасника індивідуальної гонки, а саме - вразити всі мішені без винятку. Раз по раз виходячи на стрільбище, він незмінно швидко і ритмічно робив постріли, закриваючи по п'ять мішеней. Він ні разу не зволікав і не втрачав концентрації, був цілком і повністю налаштований на перемогу. Займаючи шосте місце після першої стрільби з відставанням від лідера на 9,8 с, вже з другого вогневого рубежу він міцно захопив лідерство і не віддавав його до самого фінішу. У певний момент він збільшив відрив від Свендсена до 1:19 хвилин, хоча останньому вдалося скоротити відставання завдяки потужному проходженню останнього кола дистанції.
Маковєєв, закривши 20 із 20-ти мішеней у цій гонці на 20 км уперше в кар'єрі виграв золото на етапі Кубка світу з результатом 47:19 хв. Він на 59,7 з випередив норвежця Еміля Хегле Свендсена, який допустив два промахи. Третій рядок у підсумковому протоколі, отримавши одну штрафну хвилину, зайняв швед Б'єрн Феррі з відставанням на 1:14,8. Четвертим став француз Сімон Фуркад з двома штрафними хвилинами і відставанням на 1:24,5. П'яте і шосте місце зайняли австрійці: Даніель Мезотіч  (1:35,1) і Сімон Едер (1:44,7) відповідно. В обох було по одній штрафній хвилині.
стосовно українських спортсменів, то вони провели в цілому відносно непогану гонку. Двоє наших біатлоністів фінішували в тридцятці найсильніших: найкращим в команді став наш штатний снайпер Олександр Біланенко (21 місце), якому не вдалося закрити тільки одну мішень. Хороший результат показав і Артем Прима (27 місце): при чистій стрільбі молодий спортсмен міг розраховувати на місце в десятці. Одного точного пострілу до очкової зони не вистачило Андрію Дериземлі. Але головним показником по цій гонці стало зміцнення позицій в Кубку націй. У командному заліку України, хоча і не зуміла піднятися вище свого десятого місця, але значно наблизилася до американців, а також відірвалася від збірної Словенії.

### Спринт
Сьогодні знову був один з тих днів, коли сніг і вітер роблять проведення нормальної гонки майже неможливим. Хоча на відміну від вчорашнього жіночого спринту снігопад не обернувся пургою, тим не менш, пориви сильного вітру з лівого боку стрільбища приносили з собою деяку кількість снігу, що ускладнювало стрільбу і робило фінішний спурт практично неможливим. Місцеві вболівальники пожвавилися, коли Ярослав Соукоп ненадовго захопив лідерство після стрільби лежачи, але на другому вогневому рубежі він не закрив чотири мішені, що виключило його з боротьби за перші місця.
Свендсен знову продемонстрував, що його недавні успіхи не були випадковістю. Він легко закрив усі мішені на першому вогневому рубежі і понісся вперед. Здавалося, що один промах на другому вогневому рубежі його лише прискорив, і він перетнув фінішну лінію, показавши час на 9,6 с краще, ніж підсумковий час Мартена Фуркада. Француз не закрив дві мішені на першій стрільбі, але примудрився відстрілятися «на нуль» у «стійці», незважаючи на невщухаючий вітер. Здавалося, що перемога у Свендсена вже в кишені, але старший брат Мартена Сімон вирішив поборотися за перше місце. Він допустив один промах на першому вогневому рубежі, але показував хорошу швидкість на трасі і при стрільбі «на нуль» на другому вогневому рубежі міг би претендувати на перемогу. Але фатальний вітер відправив старшого Фуркад на два штрафних кола. Це не зламало його волю до перемоги: на останнє коло дистанції Сімон вийшов з відставанням від Свендсена всього лише на 3,5 секунди, трохи випередивши свого молодшого брата, а на позначці 9,1 км йому вдалося відірватися від норвежця на одну десяту секунди! Але старшому Фуркаду не вдалося втриматися в лідерах. Незважаючи на всі свої зусилля, Сімон втратив перемогу на 2,7 секунди і закінчив гонку другим, випередивши молодшого брата. Росіянин Антон Шипулін завершив спринт четвертим з відставанням від першого місця на 14,4 секунди, його колега по команді Андрій Маковєєв показав час на 5,1 секунди гірше. В обох росіян по одній незакритій мішені. Шосте місце з відставанням на 23,2 секунди посів американець Расселл Каррі, що закрив усі мішені.
Українські біатлоністи показали досить рівну, хоч і поки не блискучу гонку. Найкращим в команді в черговий раз став Артем Прима. Разом з ним у тридцятці найсильніших зумів закінчити гонку Сергій Седнєв, для якого, сподіваємося, цією гонкою перервалася тривала смуга невдач. Зовсім трохи не вистачило для потрапляння в очкову зону Андрію Дериземлі та Олегу Бережному.

### Переслідування
Легкий сніжок, що йшов з ранку, припинився до початку гонки. На перший вогневий рубіж Свендсен і брати Фуркад вийшли разом. Всі вони заробили по одному штрафному колі, в той час як Антон Шипулін закрив всі п'ять мішеней і очолив гонку з відривом від французів і норвежця в 17 секунд. На наступний вогневий рубіж група зайшла знову разом, але Шипуліну вдалося відірватися завдяки швидкій і влучній стрільбі, у той час як Свендсен промазав двічі. Брати Фуркад і Бергман на другій стрільбі закрили всі мішені і пішли наздоганяти Антона. На третій вогневий рубіж  Шипулін і Мартен Фуркад зайшли разом, а їх вже наздоганяли Бергман і  Сімон Фуркад. Закрити всі мішені вдалося тільки Сімону, він вийшов зі стрільбища на трасу на 7 секунд раніше, ніж його брат і Шипулін. На останній вогневий рубіж ця трійка зайшла знову разом, почавши реальну боротьбу за призові місця. Шипулін закрив усі мішені, Мартен промазав один раз, а Сімон - двічі. Трійка лідерів набагато відірвалася від переслідувачів, найближчим до них був лише Бергман. Відставання Сімона Фуркад від лідера на момент виходу зі стадіону становило 13 секунд. Становище в трійці лідерів збереглося до фінішу.
Однак як з'ясувалося пізніше, під час гонки Арнд Пайффер заїхав на одне зайве штрафне коло. Як компенсацію з його підсумкового часу відняли 21 секунду, що в результаті пересунуло його з п'ятого на друге місце. Журі вирішило розділити друге місце між Пайффер і Мартеном Фуркадом, залишивши третє місце незайнятим. Таким чином, Сімон Фуркад опинився на четвертому місці. П'ятим у гонці став колега Шипуліна по команді Дмитро Малишко, який фінішував з відставанням від лідера на 31 с. Першу шістку замкнув швед Фредрик Ліндстрем з трьома промахами і відставанням 32,6 с.
Результати українців були наступними: Сергій Седнєв у дуже щільному фінішному спурті домігся невеликого прогессу порівняно зі спринтом, піднявшись на дві позиції(25 місце). У Артема Прими (36 місце) домогтися поліпшення не вийшло, але свої кубкові очки Артем набрав і в загальному заліку Кубка світу став найкращим на даний момент у нашій команді.

### Призери
| Гонка:                                                                | Золото:                       | Час               | Срібло:                       | Час               | Бронза:                | Час               |
| Індивідуальна 20 км Протокол [Архівовано 9 вересня 2012 у WebCite]    | Андрій Маковєєв Росія         | 47:19.0 (0+0+0+0) | Еміль Хегле Свендсен Норвегія | 48:18.7 (1+0+0+1) | Б'єрн Феррі Швеція     | 48:33.8 (0+0+0+1) |
| Спринт 10 км Протокол [Архівовано 9 вересня 2012 у WebCite]           | Еміль Хегле Свендсен Норвегія | 27:13.1 (0+1)     | Сімон Фуркад Франція          | 27:15.8 (1+2)     | Мартен Фуркад Франція  | 27:22.7 (1+1)     |
| Переслідування 12,5 км Протокол [Архівовано 9 вересня 2012 у WebCite] | Антон Шипулін Росія           | 34:50.8 (0+0+1+0) | Мартен Фуркад Франція         | 35:01.9 (1+0+1+1) | Арнд Пайффер Німеччина | 35:01.9 (1+0+1+1) |

## Жінки

### Індивідуальна гонка
Після того, як минулого тижня в Обергофі погода піднесла стільки неприємних сюрпризів, сьогодні удача посміхнулася спортсменам і організаторам: вітру практично не було, а стовпчик термометра застиг на позначці плюс два градуси. На старт у гонці на 15 км вийшла 91 спортсменка. Тон у гонці відразу задала Екгольм, яка виступала під першим стартовим номером. Перші три вогневі рубежі вона пройшла з видимою легкістю і без промахів. Подолати її лідерство прагнули Нойнер, Домрачева і Зайцева - вся ця трійка впродовж гонки показувала близькі до Екгольм результати. На третьому вогневому рубежі при стрільбі лежачи Нойнер,яка допустили один промах раніше, закрила всі мішені, а Домрачева допустила ще один промах. Дарії, яка стартувала на хвилину пізніше, ніж Нойнер, вдалося наздогнати Магадлену на дистанції, і вони практично одночасно приїхали на останній вогневий рубіж. Зайцева стартувала на п'ять хвилин раніше, ніж цей дует, і тому могла спокійно зосередитися на своєму виступі. Мякяряйнен нарощувала швидкість з кожним колом дистанції і була приблизно в 50 секундах від цієї групи. На останньому вогневому рубежі Зайцева закрила всі мішені і фінішувала у той час, як Домрачева і Нойнер з декількома секундами різниці зайшли на стрільбищі для останньої стрільби стоячи. Відразу ж перший постріл Домрачевій не влучив у ціль. Нойнер закрила перші три мішені, промахнулася на четвертій і вразила п'яту, в той час як Домрачева допустила ще один промах, що означало, що набрані нею чотири штрафних хвилини автоматично виключають її з боротьби за призові місця. 
У підсумку сьогодні в індивідуальній гонці  з результатом 45:03,3 хв і двома штрафними хвилинами перемогла Кайса Мякяряйнен, яка вибилася в лідери лише після останнього вогневого рубежу. Фінська спортсменка піднесла сама собі подарунок на свій 29 день народження, який вона святкує сьогодні. На 22 секунди відстала від неї шведка Хелена Екгольм, яка отримала одну штрафну хвилину. Третє місце дісталося німкені Магдалені Нойнер з двома штрафними хвилинами і відставанням від лідера в 32,9 с. Росіянка Ольга Зайцева зайняла четверту сходинку в підсумковому протоколі, фінішувавши з однією штрафною хвилиною і відставанням у 45,4 с. Дарія Домрачева з Білорусі стала п'ятою з чотирма штрафними хвилинами і відставанням 1:18,3. Шосте місце дісталося колезі Зайцевої по команді Катерині Глазиріній, яка закінчила гонку без штрафних хвилин з відставанням 1:26,1.
Українські вболівальники покладали на сьогоднішню гонку чималі надії, пам'ятаючи про прогрес наших дівчат на минулому етапі. Але, на жаль, до двадцятки найсильніших потрапила тільки Наталя Бурдига. У першій тридцятці закінчили гонку також Олена Підгрушна і Віта Семеренко. На жаль, каменем спотикання для наших дівчат стала стрільба: менше трьох промахів в команді не допустив ніхто ... Невдача в гонці позначилася на позиціях збірної в Кубку націй: ми знову пропустили команду Швеції і тепер сьомі. 

### Спринт
Сьогодні Нове-Место раптово нагадало Обергоф: на стрільбищі подув сильний вітер, почалася завірюха. У міру розвитку гонки хуртовина посилювалася, що, безсумнівно, позначилося на результатах пізніх стартових номерів: деколи в білій пелені не було видно практично нічого. Таким чином, день видався непростим. Деякі спортсменки, як, наприклад, шведка Гелена Екгольм, вичікували, поки вітер заспокоїться. При стрільбі лежачи, де Екгольм відстрілялася «на нуль», ця тактика принесла свої плоди, але на «стійці» це їй не допомогло. Як правило, чим довше спортсмен прицілюється, тим менша ймовірність, що він потрапить у мішень, так як починають тремтіти руки.
Для Ольги Зайцевої таких проблем просто не існувало. Вона прийшла на перший вогневий рубіж та швидко закрила всі мішені. На «стійці» вона вибрала найбільш захищений від вітру 30-й коридор, вразила всі мішені і полетіла на фініш, кинувши виклик учасницям гонки. Але рівних їй не було. Нойнер, хоча й провела безпомилкову першу стрільбу, стала жертвою вітру на «стійці» і пішла на три штрафних кола. Бергер по одному разу заходила на штрафне коло після кожного вогняного рубежу і не змогла повторити бездоганну стрільбу і хід Зайцевої. У Брюне були шанси на потрапляння в призові місця: другий вогневий рубіж вона покинула, випереджаючи Нойнер на 14,3 секунди, але останнє коло дистанції перед фінішем німкеня пройшла швидше, так що на подіум француженка не потрапила.
Таким чином у сьогоднішньому спринті, який почався при сонячній погоді, а закінчився пургою і хуртовиною, не було рівних росіянці Ользі Зайцевій. Одній їй вдалося закрити десять мішеней з десяти. Зайцева фінішувала з результатом 23:08,1, відірвавшись на 25,5 секунди від норвежки Тури Бергер, яка не закрила дві мішені. Німкеня Магадалена Нойнер стала третьою з трьома промахами і відставанням 34,5 с. Четверте місце дісталося француженці Марі Лор Брюне, яка, незважаючи на один промах, показала свій найкращий результат у сезоні, відставши від лідера на 40,8 с. П'ятою та шостою стали колеги Зайцевої по команді Ольга Вілухіна (два промахи, відставання 1:00,9) і Катерина Глазиріна (один промах, відставання 1:08,6).
Результати українок сьогодні також були залежні від вітру на рубежах. Чого вартий хоча б той факт, що Наталія Бурдига на стійці потрапила в такий потужний порив, що майже хвилину не могла зробити жодного пострілу! На щастя, Наталка впоралася і з вітром, і з хвилюванням, і, обмежившись лише одним промахом, показала дуже високий 11-й результат! Олена Підгрушна на другому рубежі спочатку стала на килимок для стрільби, але поки Олена проводила підготовку до стрільби, по її мішеням почала стрільбу інша спортсменка. Підгрушній довелося переходити на іншу установку, а потім ще довго очищати приціл від снігу. Але самовладання не покинуло капітана нашої команди і в такій критичній ситуації: після двох промахів на першій стрільбі, Олена чисто пройшла другий рубіж і фінішувала у тридцятці найсильніших. Між Наталкою і Оленою 20-й результат зуміла показати Віта Семеренко.
Результати наших дівчат у спринті позитивно позначилися на позиціях команди в Кубку націй: ми знову помінялися місцями з командою Швеції і повернулися на шосту сходинку. Правда, відставання від п'ятого місця, яке займає збірна Білорусі, ще зросло і тепер становить майже 200 балів.

### Переслідування
У порівнянні з попередніми днями змагань сьогоднішня погода була порівняно непоганою: дув дуже легкий вітер, що супроводжувався мінімальним снігом. Після старту пелотон очолила Ольга Зайцева. Вона без промахів пройшла перший вогневий рубіж. Тура Бергер повторила її досягнення, скоротивши свій відрив. У Нойнер був один промах, через що вона відстала. На другий вогневий рубіж Бергер і Нойнер вийшли практично одночасно. Нойнер закрила всі мішені і відірвалася від Бергер і Зайцевої на 17 секунд. Вона продовжувала контролювати ситуацію до першої стрільби з положення стоячи, де, на жаль, допустила чотири промахи, так як переплутала мішені і стала стріляти не по своїй установці. З боротьби за призові місця Магдалена, таким чином, вибула. Марі Лор Брюне, яка до цього моменту не допустила жодного промаху, очолила гонку. За нею з відставанням в 7 секунд йшла Гелена Екгольм, яка на 8 секунд відірвалася від Зайцевої, Бергер і Домрачевої.
На підході до останнього вогневого рубежу утворилася щільна група з п'яти спортсменок. Бергер, як і Екхольм, закрила всі мішені і поїхала на фініш. У Домрачевої був один промах, а Брюне знову вразила всі мішені. На останніх двох кілометрах дистанції попереду були Бергер, Брюне і Екхольм, а Домрачева відстала від них на 29 секунд.
Отже першою фінішу дісталася норвежка Тура Бергер, яка зайняла в спринті друге місце, а в сьогоднішній гонці переслідування перемістилася на верхню сходинку п'єдесталу пошани. Вона показала результат 31:06,3 з трьома промахами. Гелена Екгольм і  Марі Лор Брюне, які зайняли друге і третє місця закінчили гонку без промахів, відставши від Бергер на 17,9 з і 25,1 с відповідно. Четверте місце посіла Дарія Домрачева з Білорусі з двома промахами і відставанням 35,3 с. П'ятою стала переможниця спринту росіянка Ольга Зайцева з чотирма промахами і відставанням 40,3 с. Замкнула шістку найкращих представниця команди України Наталія Бурдига, яка не закрила одну мішень і відстала від Бергер на 1:11,3.

### Призери
| Гонка:                                                               | Золото:                    | Час               | Срібло:               | Час               | Бронза:                    | Час               |
| Індивідуальна 15 км Протокол [Архівовано 9 вересня 2012 у WebCite]   | Кайса Мякяряйнен Фінляндія | 45:03.3 (0+1+1+0) | Гелена Екгольм Швеція | 45:25.3 (0+0+0+1) | Магдалена Нойнер Німеччина | 45:32.2 (0+1+0+1) |
| Спринт 7,5 км Протокол [Архівовано 16 січня 2012 у Wayback Machine.] | Ольга Зайцева Росія        | 23:08.1 (0+0)     | Тура Бергер Норвегія  | 23:33.6 (1+1)     | Магдалена Нойнер Німеччина | 23:42.6 (0+3)     |
| Переслідування 10 км Протокол [Архівовано 9 вересня 2012 у WebCite]  | Тура Бергер Норвегія       | 31:00.3 (0+1+2+0) | Гелена Екгольм Швеція | 31:18.2 (0+0+0+0) | Марі Лор Брюне Франція     | 31:25.4 (0+0+0+0) |

## Досягнення
Найкращий виступ за кар'єру
| - Андрій Маковєєв (RUS), 1 місце в індивідуальній гонці - Міланко Петрович (SRB), 51 місце в індивідуальній гонці - Штефан Гаврила (ROU), 73 місце в індивідуальній гонці - Мануель Фернандес Муссо (ESP), 92 місце в індивідуальній гонці - Расселл Каррі (USA), 6 місце в спринті - Дмитро Малишко (RUS), 9 місце в спринті - Вася Рупнік (SLO), 15 місце в спринті - Каурі Койв (EST), 22 місце в спринті - Ахті Тойванен (FIN), 37 місце в спринті - Євгеній Гаранічев (RUS), 7 місце в гонці переслідуванні | - Катерина Глазиріна (RUS), 6 місце в індивідуальній гонці та спринті - Меган Імрі (CAN), 20 місце в індивідуальній гонці - Емоке Сьоч (HUN), 62 місце в індивідуальній гонці - Накадзіма Юкі (JPN), 79 місце в індивідуальній гонці та 56 в спринті - Лілі Дркар (SLO), 81 місце в індивідуальній гонці - Байба Бендика (LAT), 88 місце в індивідуальній гонці - Ольга Вілухіна (RUS), 5 місце в спринті - Катерина Шумілова (RUS), 30 місце в спринті - Люмініта Піскоран (ROU), 35 місце в спринті - Мартіна Шрапанова (SVK), 48 місце в спринті - Анналіз Кук (USA), 51 місце в спринті - Евамарі Оксанен (FIN), 58 місце в спринті - Жанна Юскане (LAT), 63 місце в спринті - Грете Гайм (EST), 75 місце в спринті - Наталія Бурдига (UKR), 6 місце в гонці переслідування - Бенте Ландхейм (NOR), 25 місце в гонці переслідування |

Перша гонка в Кубку світу
|  | - Жакмін Бод (FRA), 64 місце в індивідуальній гонці - Пауліна Фіалкова (SVK), 84 місце в спринті |